# Round Round
"Round Round" é uma canção do girl group britânico Sugababes.  Foi escrito pelas integrantes do grupo Keisha Buchanan, Mutya Buena e Heidi Range, além de Miranda Cooper, Niara Scarlett, Brian Higgins, Tim Powell, Nick Coler, Shawn Lee e Lisa Cowling e produzido por Kevin Bacon e Jonathan Quarmby. Foi lançado como o segundo single do segundo álbum de estúdio do grupo Angels with Dirty Faces (2002). A música é baseada em uma amostra de "Tango Forte" da equipe de produção alemã Dublex Inc. Devido à inclusão da amostra, vários outros escritores são creditados como compositores.
Após o seu lançamento, "Round Round" atingiu o primeiro lugar no UK Singles Chart, tornando-se o segundo número um  consecutivo do grupo nessa parada. Foi eventualmente certificado de Ouro pelo BPI. "Round Round" também conseguiu chegar ao top 10 da Irlanda, Áustria, Nova Zelândia e Itália entre outros países. É também uma trilha sonora original dos filmes O Guru do Sexo, Canguru Jack e foi destaque no filme American Wedding. Ao lado de "Sound of the Underground" do Girls Aloud, esta música foi creditada como a reformulação da música pop britânica dos 2000.

## Antecedentes e criação
"Round Round" foi escrito por Keisha Buchanan, Mutya Buena e Heidi Range, Miranda Cooper, Niara Scarlett, Brian Higgins, Tim Powell, Nick Coler, Shawn Lee e Lisa Cowling. Devido à inclusão de uma amostra de "Tango Forte" pela equipe de produção alemã Dublex Inc., Florian Pflueger, Felix Stecher, Robin Hofmann e Rino Spadavecchia também são creditados como compositores. A produção em "Round Round" foi dirigida por Kevin Bacon e Jonathan Quarmby da Manna Productions, com base em uma faixa original que Higgins e Powell criaram para a Xenomania Records, enquanto Jeremy Wheatley forneceu produção adicional e manipulou e a mixou. Gravação e programação de guitarra foram supervisionadas por Yoad Nevo do 247 Arists.
Musicalmente, "Round Round" foi construído de várias canções diferentes. Na série BBC2, Secrets of the Pop Song, Brian Higgins descreveu a gênese da música: "Nós tínhamos uma batida de bateria que era simplesmente deslumbrante e então me sentei com Miranda [Cooper] no dia em que tínhamos as Sugababes no estúdio e disse: "Certo, você sabe, isso é um sucesso, esse pedaço de música é um sucesso. Eu não tenho nada sobre isso, não temos nenhuma música a ela anexada. Então, o que vamos fazer com isso?, Você tem três horas para criar algo". Posteriormente, Cooper passou por seu catálogo de faixas não utilizadas que havia escrito nos últimos dois ou três anos e cantou o refrão de cada música contra a parte de baterias de Higgins. Três horas depois, ela cantou as letras 'round round round round baby' para Higgings, que disse "é isso, isso é fantástico".

## Videoclipe
O videoclipe de "Round Round" foi dirigido por Phil Griffin. Apresenta o grupo cantando em uma plataforma rotativa, enquanto estão sendo cercadas por um tornado com poeira e entulho acumulando nele. Há uma parede com uma gaiola enferrujada com uma plateia assistindo, um par de óculos de sol e um anel são sugados para o tornado delas. Quando chega o verso de Heidi, tudo se move em câmera lenta, incluindo o tornado, antes de acelerar novamente. As meninas caminham lentamente em torno de três dançarinos no meio, e para o refrão final parece que o tornado se dissipou.

## Performance comercial
"Round Round" estreou no número um no UK Singles Chart e permaneceu no primeiro lugar por uma semana, dando aos Sugababes seu segundo single número um consecutivo no Reino Unido, seguindo "Freak like Me". A música foi eventualmente certificado de prata pela British Phonographic Industry (BPI). "Round Round" também foi um sucesso em todo o mundo, atingindo o número 2 na Irlanda, Holanda e Nova Zelândia. A música também chegou ao número 15 na Alemanha e no número 8 na Áustria. Na Austrália, "Round Round" estreou no número 21 e subiu para um pico de #13, dando ao grupo o seu primeiro hit australiano em primeiro lugar. Foi certificado de ouro pela ARIA, tornando-se o single australiano mais vendido da Sugababes até o lançamento de seu single "Push the Button" em 2005, que atingiu o número 3 e foi certificado de platina.

## Versões covers
A canção foi regravada pelo cantor de Hong Kong, Emme Wong, em cantonês em 2003. Foi o primeiro single de Wong depois que sua gravadora Universal Music modificou sua imagem para uma direção mais sexy. A música rapidamente se tornou um sucesso, devido a suas letras sexualmente explícitas e movimentos de dança, bem como o clipe proibido na TV. A música atingiu o topo de várias paradas de música em todo o sudeste da China. No final do ano, ganhou vários prêmios, incluindo "Best Covered Song", "Best Dance Record" e "Best Stage Performance".

## Faixas
| CD single (CD1) |                                              |         |  |
| N.º             | Título                                       | Duração |  |
| 1.              | "Round Round" (Versão do álbum)              | 3:59    |  |
| 2.              | "Groove Is Going On"                         | 4:04    |  |
| 3.              | "Freak Like Me" (Girls On Top Dancehall Mix) | 3:30    |  |

| CD maxi single (CD2) |                                               |         |  |
| N.º                  | Título                                        | Duração |  |
| 1.                   | "Round Round" (Versão do álbum)               | 3:59    |  |
| 2.                   | "Round Round" (Craigie & Crichton Remix)      | 5:03    |  |
| 3.                   | "Round Round" (Soulwax Remix)                 | 4:11    |  |
| 4.                   | "Round Round" (Seani B. Remix feat. Zaguzaar) | 4:25    |  |

| CD single australiano |                                              |         |  |
| N.º                   | Título                                       | Duração |  |
| 1.                    | "Round Round" (Versão do álbum)              | 3:59    |  |
| 2.                    | "Round Round" (Craigie & Crichton Remix)     | 5:02    |  |
| 3.                    | "Round Round" (Soulwax Remix)                | 4:13    |  |
| 4.                    | "Freak Like Me" (Girls On Top Dancehall Mix) | 3:30    |  |
| 5.                    | "Groove Is Going On"                         | 4:04    |  |

## Desempenho nas tabelas musicais
| Chart (2002)                                 | Maior posição |
| -------------------------------------------- | ------------- |
| Alemanha (Offizielle Deutsche Charts)        | 15            |
| Austrália (ARIA)                             | 13            |
| Áustria (Ö3 Austria Top 75)                  | 8             |
| Bélgica (Ultratip Bubbling Under da Valônia) | 3             |
| Bélgica (Ultratop 50 de Flandres)            | 16            |
| Dinamarca (Hitlisten)                        | 3             |
| França (SNEP)                                | 71            |
| Hungria (Rádiós Top 40)                      | 10            |
| Irlanda (IRMA)                               | 2             |
| Itália (FIMI)                                | 7             |
| Noruega (VG-lista)                           | 4             |
| Nova Zelândia (Recorded Music NZ)            | 2             |
| Países Baixos (Single Top 100)               | 8             |
| Reino Unido (UK Singles Chart)               | 1             |
| Suécia (Sverigetopplistan)                   | 11            |
| Suíça (Schweizer Hitparade)                  | 4             |
| Chart (2003)                                 | Maior posição |
| EUA (Billboard Hot Dance Singles Sales)      | 7             |

| Chart (2002)                          | Posição |
| ------------------------------------- | ------- |
| Austrália (ARIA)                      | 85      |
| Países Baixos (Single Top 100)        | 34      |
| Reino Unido (Official Charts Company) | 31      |
| Suíça (Schweizer Hitparade)           | 58      |

## Vendas e certificações
| Região                                         | Certificação | Vendas  |
| ---------------------------------------------- | ------------ | ------- |
| Austrália (ARIA)                               | Ouro         | 35,000^ |
| Reino Unido (BPI)                              | Prata        | 273,000 |
| ^distribuições baseadas apenas na certificação |              |         |